# Oligomantis hyalina
Oligomantis hyalina är en bönsyrseart som beskrevs av Werner 1916. Oligomantis hyalina ingår i släktet Oligomantis och familjen Hymenopodidae. Inga underarter finns listade i Catalogue of Life.